# Hípsicles
Hípsicles (em grego:  Ὑψικλῆς; c. 190 a.C. – c. 120 a.C.) foi um matemático e astrônomo grego. Conhecido como autor de Sobre ascensões (Ἀναφορικός) e pelo apócrifo Livro XIV de Os Elementos de Euclides. Hípsicles morava em Alexandria.

## Vida e trabalho
Embora pouco se saiba sobre a vida de Hípsicles, acredita-se que ele tenha sido o autor do trabalho astronômico On Ascensions. O matemático Diofanto de Alexandria observou em uma definição de números poligonais, devido a Hípsicles: 
Se houver tantos números quantos desejarmos, começando de 1 e aumentando pela mesma diferença comum, então, quando a diferença comum for 1, a soma de todos os números é um número triangular; quando 2 é um quadrado; quando 3, um número pentagonal [e assim por diante]. E o número de ângulos é chamado após o número que excede a diferença comum por 2, e o lado após o número de termos incluindo 1.

### On Ascensions
Em On Ascensions (Ἀναφορικός), Hípsicles prova uma série de proposições sobre progressões aritméticas e usa os resultados para calcular valores aproximados para os tempos necessários para os signos do zodíaco se elevarem acima do horizonte. Pensa-se que este é o trabalho a partir do qual a divisão do círculo em 360 partes pode ter sido adotada uma vez que divide o dia em 360 partes, uma divisão possivelmente sugerida pela astronomia babilônica, embora isso seja uma mera especulação e nenhuma evidência real seja encontrada para apoiar isso. Heath 1921 observaː "O primeiro livro grego existente no qual a divisão do círculo em 360 graus aparece".

### Elementos de Euclides
Hípsicles é mais conhecido pelo possivelmente escrever o livro XIV da de Euclides Elementos. O livro pode ter sido composto com base em um tratado de Apolônio . O livro continua a comparação de Euclides de sólidos regulares inscritos em esferas , com o resultado principal sendo que a proporção das superfícies do dodecaedro e do icosaedro inscritos na mesma esfera é a mesma que a proporção de seus volumes , sendo a proporção {\displaystyle {\sqrt {\tfrac {10}{3(5-{\sqrt {5}})}}}}.
Heath observa ainda, "Hípsicles também diz que Aristaeus, em uma obra intitulada Comparação das cinco figuras , provou que o mesmo círculo circunscreve o pentágono do dodecaedro e o triângulo do icosaedro inscrito na mesma esfera; se este Aristeu é o mesmo que o Aristaeus of the Solid Loci, o mais velho (Aristaeus de Elder) contemporâneo de Euclides, não sabemos".

## Carta de Hypsicles
A carta de Hípsicles era um prefácio do suplemento tirado do Livro XIV de Euclides, parte dos treze livros dos Elementos de Euclides, apresentando um tratado. 
"Basilides de Tiro, ó Protarchus , quando ele veio para Alexandria e encontrou meu pai, passou a maior parte de sua estada com ele por causa do vínculo entre eles devido ao seu interesse comum em matemática. E em uma ocasião, ao estudar o tratado escrito por Apolônio (Apolônio de Perga) sobre a comparação entre o dodecaedro e o icosaedroinscritos em uma e mesma esfera, isto é, sobre a questão de qual proporção eles têm entre si, eles chegaram à conclusão de que o tratamento de Apolônio neste livro não era correto; consequentemente, como eu entendi de meu pai, eles procederam a emendar e reescrever. Mas eu mesmo depois me deparei com outro livro publicado por Apolônio, contendo uma demonstração do assunto em questão, e fui muito atraído por sua investigação do problema. Agora, o livro publicado por Apolônio está acessível a todos; pois tem uma grande circulação em uma forma que parece ter sido o resultado de posterior elaboração cuidadosa." 

"De minha parte, decidi dedicar a você o que considero necessário como comentário, em parte porque você poderá, por causa de sua proficiência em matemática e particularmente em geometria, para fazer um julgamento de especialista sobre o que estou prestes a escrever, e em parte porque, por causa de sua intimidade com meu pai e seu sentimento amigável para comigo, você me emprestará uma gentileza ouvido a minha dissertação. Mas é hora de terminar com o preâmbulo e começar meu próprio tratado."